# 知念正真
知念 正真（ちねん せいしん、1941年12月4日 - 2013年9月25日）は、沖縄県沖縄市出身の劇作家、演出家。

## 略歴
1941年生まれ。沖縄県立コザ高等学校卒業。二松學舍大学中退。
琉球放送勤務を経て、劇団創造に所属する。
1976年に『人類館事件』より発想を得た『人類館』を雑誌『新沖縄文学』33号に発表。1978年に『人類館』で岸田國士戯曲賞を受賞する。
2013年9月25日に肝臓がんのため死去。71歳没。

## 作品
- 人類館（1976年）
- コザ版どん底（1986年）
- コザ版ゴドー（1988年）
- 幻のX調査隊（1997年）

## CD
- ASIN B001QM2AFE, 人類館（おきなわおーでぃおぶっく） - 朗読 津嘉山正種